# بوروندا (كاليفورنيا)
بوروندا (بالإنجليزية: Boronda CDP, California)‏ هي منطقة سكنية تقع بولاية كاليفورنيا في الولايات المتحدة. تبلغ مساحتها 1.49 كم2، وترتفع عن سطح البحر 19 م، بلغ عدد سكانها 1,710 نسمة في عام 2010 حسب إحصاء مكتب تعداد الولايات المتحدة وتصل الكثافة السكانية فيها 1,147.7 نسمة لكل كيلومتر مربع (2,972.5/ميل2).

## التركيبة السكانية
حدّد مكتب تعداد الولايات المتحدة بيانات التركيبة السكانية لبوروندا في تعداد الولايات المتحدة. في ما يلي، التركيبة السكانية حسب تعدادي 2000 و2010.

### تعداد عام 2000
بلغ عدد سكان بوروندا 1,325 نسمة بحسب تعداد عام 2000، وبلغ عدد الأسر 309 أسرة وعدد العائلات 269 عائلة مقيمة في المنطقة السكنية. في حين سجلت الكثافة السكانية 889.3 نسمة لكل كيلومتر مربع (2,303.3/ميل2). وبلغ عدد الوحدات السكنية 332 وحدة بمتوسط كثافة قدره 222.8 لكل كيلومتر مربع (577.0/ميل2).
وتوزع التركيب العرقي للمنطقة السكنية بنسبة 32.08% من البيض و1.74% من الأمريكيين الأفارقة و2.26% من الأمريكيين الأصليين و9.74% من الأمريكيين ذوي الأصول الآسيوية و0.60% من سكان جزر المحيط الهادئ و44.08% من الأعراق الأخرى و9.51% من عرقين مختلطين أو أكثر و72.53% من الهسبانيون أو اللاتينيون من أي عرق.
بلغ عدد الأسر 309 أسرة كانت نسبة 64.7% منها لديها أطفال تحت سن الثامنة عشر تعيش معهم، وبلغت نسبة الأزواج القاطنين مع بعضهم البعض 63.8% من أصل المجموع الكلي للأسر، ونسبة 13.3% من الأسر كان لديها معيلات من الإناث دون وجود شريك، بينما كانت نسبة 10% من الأسر لديها معيلون من الذكور دون وجود شريكة وكانت نسبة 12.9% من غير العائلات. تألفت نسبة 9.7% من أصل جميع الأسر من عدة أفراد يعيشون في نفس المنزل ونسبة 2.9% كانت تتألف من شخص يعيش بمفرده يبلغ من العمر 65 عاماً أو أكثر. وبلغ متوسط حجم الأسرة المعيشية 4.27، أما متوسط حجم العائلات فبلغ 4.42.
بلغ العمر الوسطي للسكان 27.8 عاماً. وكانت نسبة 35% من القاطنين تحت سن الثامنة عشر، وكانت نسبة 11% بين الثامنة عشر والرابعة والعشرين عاماً، ونسبة 29.6% كانت واقعةً في الفئة العمرية ما بين الخامسة والعشرين والرابعة والأربعين عاماً، ونسبة 14.6% كانت ما بين الخامسة والأربعين والرابعة والستين، ونسبة 9.4% كانت ضمن فئة الخامسة والستين عاماً فما فوق. يوجد لكل 100 أنثى 110.4 ذكر، ويوجد لكل 100 أنثى في الثامنة عشر من عمرها فما فوق 106.0 ذكر.
بلغ متوسط دخل الأسرة في المنطقة السكنية 46,797 دولارًا، أما متوسط دخل العائلة فبلغ 43,309 دولارًا. وكان متوسط دخل الذكور 26,089 دولارًا مقابل 22,692 دولارًا للإناث. وسجل دخل الفرد الخاص بالمنطقة السكنية 15,365 دولارًا. وكانت نسبة 7.6% من العائلات ونسبة 10.9% من السكان تحت خط الفقر، وكان من هؤلاء نسبة 7.6% تحت سن الثامنة عشر ونسبة 20.7% في الخامسة والستين من العمر وما فوق.

### تعداد عام 2010
بلغ عدد سكان بوروندا 1,710 نسمة بحسب تعداد عام 2010، وبلغ عدد الأسر 394 أسرة وعدد العائلات 340 عائلة مقيمة في المنطقة السكنية. في حين سجلت الكثافة السكانية 1,147.7 نسمة لكل كيلومتر مربع (2,972.5/ميل2). وبلغ عدد الوحدات السكنية 413 وحدة بمتوسط كثافة قدره 277.2 لكل كيلومتر مربع (717.9/ميل2).
وتوزع التركيب العرقي للمنطقة السكنية بنسبة 38.65% من البيض و0.58% من الأمريكيين الأفارقة و1.52% من الأمريكيين الأصليين و6.78% من الأمريكيين ذوي الأصول الآسيوية و0.41% من سكان جزر المحيط الهادئ و45.26% من الأعراق الأخرى و6.78% من عرقين مختلطين أو أكثر و85.20% من الهسبانيون أو اللاتينيون من أي عرق.
بلغ عدد الأسر 394 أسرة كانت نسبة 60.2% منها لديها أطفال تحت سن الثامنة عشر تعيش معهم، وبلغت نسبة الأزواج القاطنين مع بعضهم البعض 57.6% من أصل المجموع الكلي للأسر، ونسبة 21.1% من الأسر كان لديها معيلات من الإناث دون وجود شريك، بينما كانت نسبة 7.6% من الأسر لديها معيلون من الذكور دون وجود شريكة وكانت نسبة 13.7% من غير العائلات. تألفت نسبة 10.4% من أصل جميع الأسر من عدة أفراد يعيشون في نفس المنزل ونسبة 3.8% كانت تتألف من شخص يعيش بمفرده يبلغ من العمر 65 عاماً أو أكثر. وبلغ متوسط حجم الأسرة المعيشية 4.34، أما متوسط حجم العائلات فبلغ 4.52.
بلغ العمر الوسطي للسكان 27.2 عاماً. وكانت نسبة 32.6% من القاطنين تحت سن الثامنة عشر، وكانت نسبة 13.1% بين الثامنة عشر والرابعة والعشرين عاماً، ونسبة 27.8% كانت واقعةً في الفئة العمرية ما بين الخامسة والعشرين والرابعة والأربعين عاماً، ونسبة 19.5% كانت ما بين الخامسة والأربعين والرابعة والستين، ونسبة 6.9% كانت ضمن فئة الخامسة والستين عاماً فما فوق. وتوزع التركيب الجنسي للسكان بنسبة 50.6% ذكور و49.4% إناث.